# Segelqualle

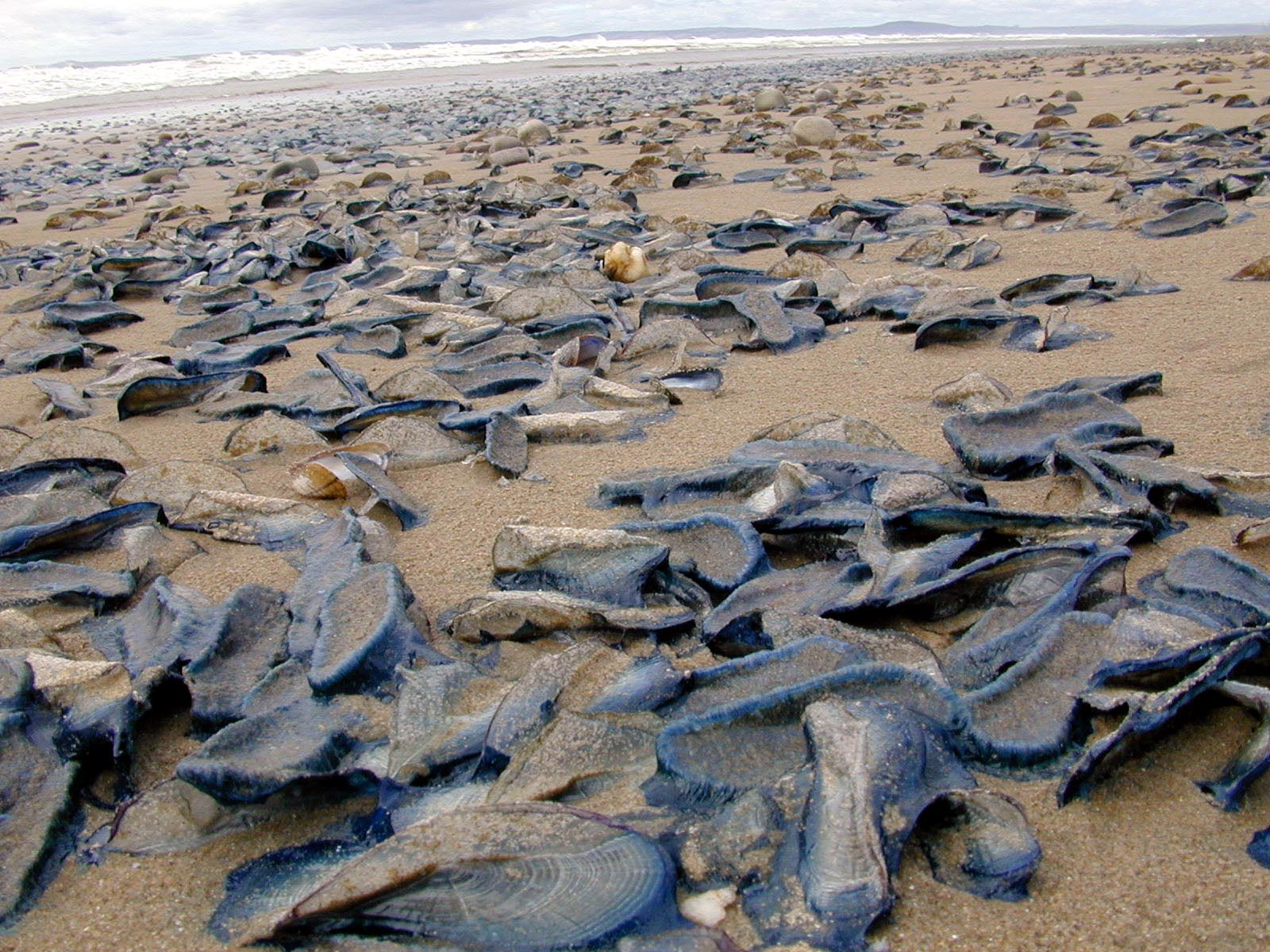
An den Strand gespülte Segelquallen

Die Segelqualle (Velella velella, Syn.: V. lata Chamisso & Eysenhardt, 1821) ist ein zu den Hydrozoen gehörendes Nesseltier (Cnidaria). Es ist die einzige bekannte Art der Gattung Velella.
Wegen ihres Baus wird die Qualle im Deutschen auch „Segler vor dem Wind“ oder „Sankt-Peters-Schifflein“ genannt (Petrus: Schutzheiliger der Fischer).

## Merkmale
Die Hydroidpolypen bilden in der Wassersäule schwebende Tierkolonien, die wie kleine Flöße mit Segel aussehen. Das Floß ist abgeflacht, elliptisch bis oval mit einem schräg (längs diagonal) darauf stehenden, annähernd dreieckigen Segel, das schräg wie beim Buchstaben N oder spiegelbildlich dazu über das etwas längliche Floß verläuft. Es ist bis 4 cm lang, 2 cm breit und ca. 1 cm hoch. Das Floß wird von einem Chitingebilde gestützt, das von Mantelgewebe bedeckt ist. Es gibt spiegelbildliche Rechts- und Linksflöße in bislang unbekannten Zahlenverhältnissen. Die Durchmusterung einer größeren Anzahl miteinander gestrandeter Tiere kann eine falsche Vorstellung von der Gesamtverteilung bei der Spezies vermitteln, weil Tiere mit übereinstimmender Segelstellung segelmechanisch an den gleichen Strandabschnitt verdriftet wurden. Das Rechts-Links-Merkmal der Segelstellung bei Velella kann also durchaus razemisch, also in einem Verhältnis von ungefähr 50 : 50, verteilt sein, obwohl eine Stichprobe übereinstimmende Segelstellung erweist. Denn beim passiven Segeln „vor raumem Wind“ findet je nach Segelstellung eine Vorsortierung statt: Flöße mit N-Position des Segels, wie auf der Abbildung oben oder auf dem Bild von den gestrandeten Tieren bei dem Exemplar ganz vorne links, werden nach rechts („nach Steuerbord“) verdriftet. – Der Rand ist weich und flexibel. Das Chitingebilde weist konzentrische luftgefüllte Kammern auf, die das Floß in der Schwebe halten. Beim lebenden Tier ist das Floß tiefblau. Das Mantelgewebe ist von einem Netz von endodermen Kanälen durchzogen. Im Zentrum der Unterseite sitzt ein einzelner großer Fresspolyp (der auch „Sipho“ genannt wird). Er ist von einem Ring medusenproduzierender Fress-/Geschlechtspolypen (Gastro-Gonozoide) umgeben. Dieser Ring ist wiederum randlich begrenzt durch ein Band von Wehrpolypen (Dactylozooide). Der zentrale Fresspolyp ist breiteiförmig mit einem verlängerten Hypostom; er besitzt keine Tentakel oder Medusenknospen. Die Fress-/Wehrpolypen sind spindelförmig mit einer verdickten Mundregion; auch sie haben keine Tentakel, dafür aber Warzen, auf denen konzentriert Nesselzellen sitzen. Diese Nesselzellen-Flecken sind in der distalen Hälfte konzentriert. Auf der proximale Hälfte dieser Fress-/Geschlechtspolypen wachsen Gruppen von Medusenknospen, ausgehend von kurzen Blastostylen. Die Medusenknospen sind durch symbiontische Bakterien gelboliv gefärbt. Die randlichen Wehrpolypen sind relativ lang, eiförmig im Querschnitt. Die Nesselzellen sind in zwei Bändern konzentriert, die auf den engeren Seiten der Wehrpolypen sitzen. Sie besitzen keinen Mund.
Die Meduse weist vier radiale Kanäle auf und besitzt zwei Paare sich gegenüber stehender perradialer Tentakel, einen kurzen adaxialen Tentakel und einen langen abaxialen Tentakel. Die Spitze der Tentakel weist Konzentrationen von Nesselzellen auf. Zwei perradiale Knospen sind ohne Tentakel. Das Manubrium ist konisch mit einer annähernd quadratischen Basis. Der Mund ist tubenförmig ausgezogen. Die Gonaden sind unregelmäßig perradial und interradial verteilt. Die Exumbrella weist vier Reihen von Nesselzellen auf. Das Cnidom besteht aus rundlichen Stenothelen, makrobasischen Eurytelen und atrichen Haplonemen.

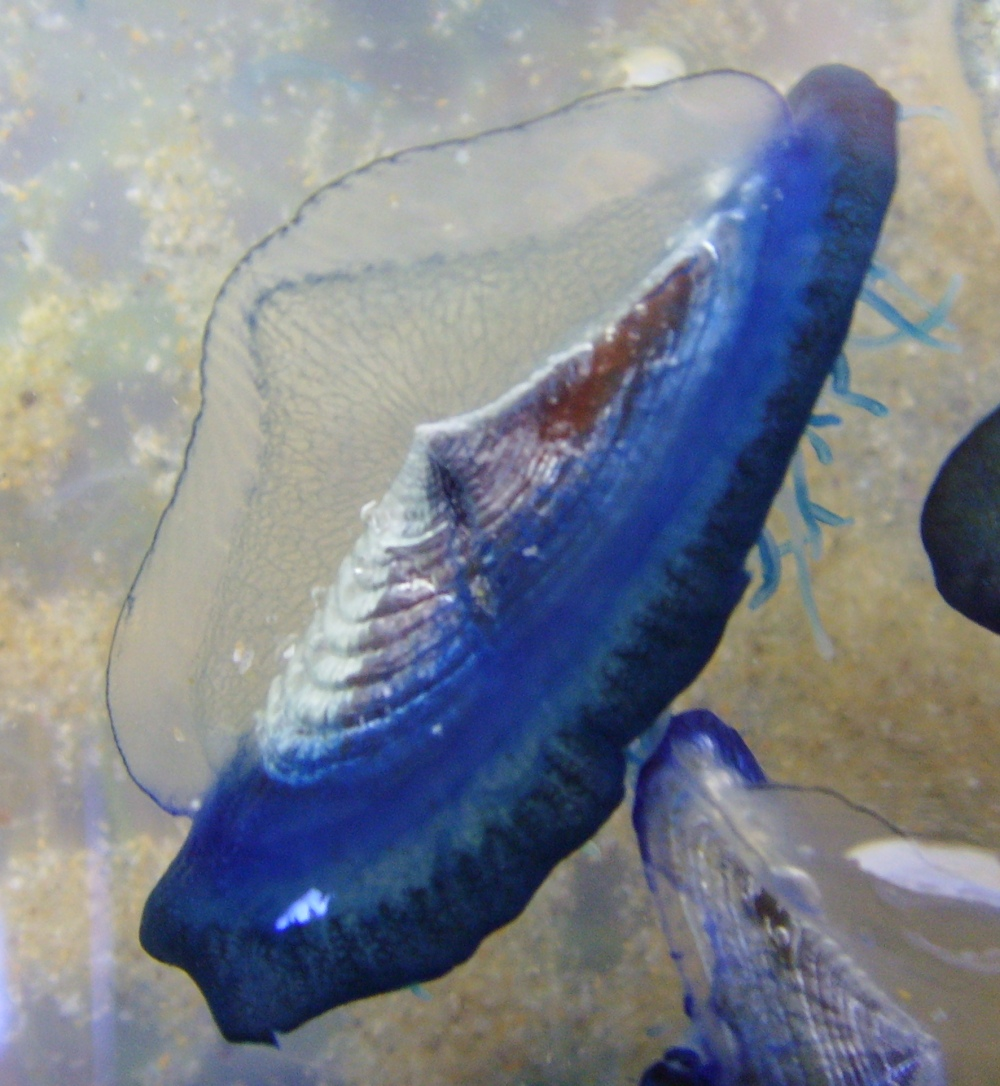
Segelqualle mit randständigen Wehrpolypen

## Geographische Verbreitung und Lebensweise
Segelquallen leben weltweit in tropischen und subtropischen Meeren (auch im westlichen Mittelmeer), und zwar an der Wasseroberfläche der Hochsee. Gelegentlich erscheinen sie auch an den Westküsten der Britischen Insel und Irlands. Segelquallen können sich nicht aktiv fortbewegen, sondern werden vom Wind getrieben. Bei Stürmen können sie in großer Zahl an die Küsten gespült werden. Segelquallen ernähren sich überwiegend von kleinen planktonischen Organismen wie Wasserflöhen, Ruderfußkrebsen und Krill, aber auch Fischeiern.

## Feinde
Zu den Feinden der Segelqualle gehören unter anderem die zu den Nacktkiemern gehörende pelagische Schnecke Glaucus atlanticus und die Veilchenschnecke (Janthina janthina).

## Fortpflanzung
Die Geschlechtspolypen der Segelquallen schnüren ungeschlechtlich männliche und weibliche Medusen ab, die in große Tiefen (bis 1000 Meter) absinken und dort laichen. Die Larven steigen dank eines Öltropfens im Körper wieder zur Wasseroberfläche auf, wo sie sich zu adulten Segelquallen entwickeln. So können gigantische Schwärme entstehen, die im Atlantik schon Längen von 260 Kilometern erreicht haben.